# هارالد بور
هارالد بور (۲۲ آوریل ۱۸۸۷ – ۲۲ ژانویه ۱۹۵۱) ریاضی‌دان، بازیکن فوتبال و استاد دانشگاه اهل دانمارک بود که به عنوان پایه‌گذار مبحث توابع تقریباً متناوب شناخته می‌شود. وی عضو تیم ملی فوتبال دانمارک در بازی‌های المپیک تابستانی ۱۹۰۸ بود و با این تیم به مدال نقره دست یافت. هارالد برادر نیلز بور فیزیک‌دان برنده جایزه نوبل بود.